# Pont Dom-Luís
Pour les articles homonymes, voir Luis.
Le pont Louis Ier est l'un des ponts situé sur le Douro au Portugal, reliant Porto à Vila Nova de Gaia. Construit entre 1881 et 1886 par l'ingénieur Théophile Seyrig, ancien associé de Gustave Eiffel, il ressemble beaucoup au pont Maria Pia, situé plus en amont, mais possède un tablier inférieur supplémentaire pour la circulation routière. Il est inscrit au Patrimoine Mondial de l'Unesco.

## Historique
Le pont a été construit entre 1881 et 1886 par Théophile Seyrig, qui avait déjà participé à la construction du pont Dona Maria-Pia quelques années plus tôt avec Eiffel (inauguré en 1877) ; puis Eiffel ayant rompu sa collaboration avec Seyrig, celui-ci avait ensuite rejoint Léopold Valentin, qui a fondé en 1875 la Société Anonyme de Construction des Ateliers de Willebroeck (nl), dont le siège est à Bruxelles. 
Le pont a été inauguré le 31 octobre 1886 par le roi Louis Ier de Portugal (Dom Luís I).
Il remplace un pont suspendu à câbles (1843), dont les pylônes ont été conservés sur la rive nord, succédant lui-même à un ancien pont de bateaux, Pont de barques, de 1806.

## Description

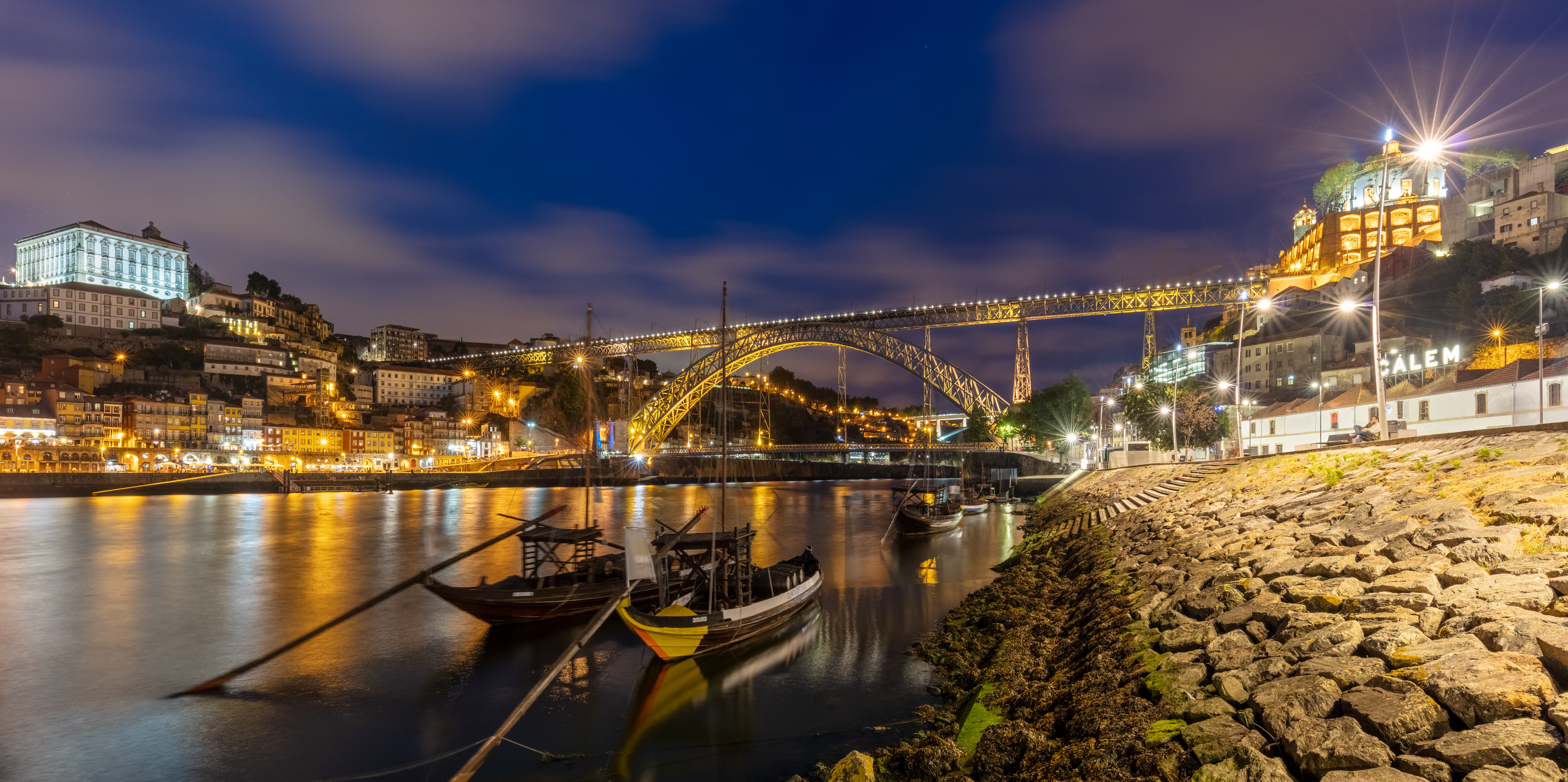
Le pont Dom-Luís. Juin 2019.

C'est un pont en arc à treillis et poutre métallique, avec une travée suspendue annexe. Il présente ainsi deux étages de 8 m de largeur chacun. L'étage supérieur mesure 395 m, alors que l'étage inférieur n'a que 174 m de long. 
La travée inférieure à suspentes rigides est accessible aux automobiles et aux piétons, alors que l'étage supérieur sur arc, accessible également aux piétons, permet surtout le passage du métro depuis la création du pont, faisant ainsi la liaison entre Porto et Vila Nova de Gaia (ligne D).

Pont Dom-Luís.
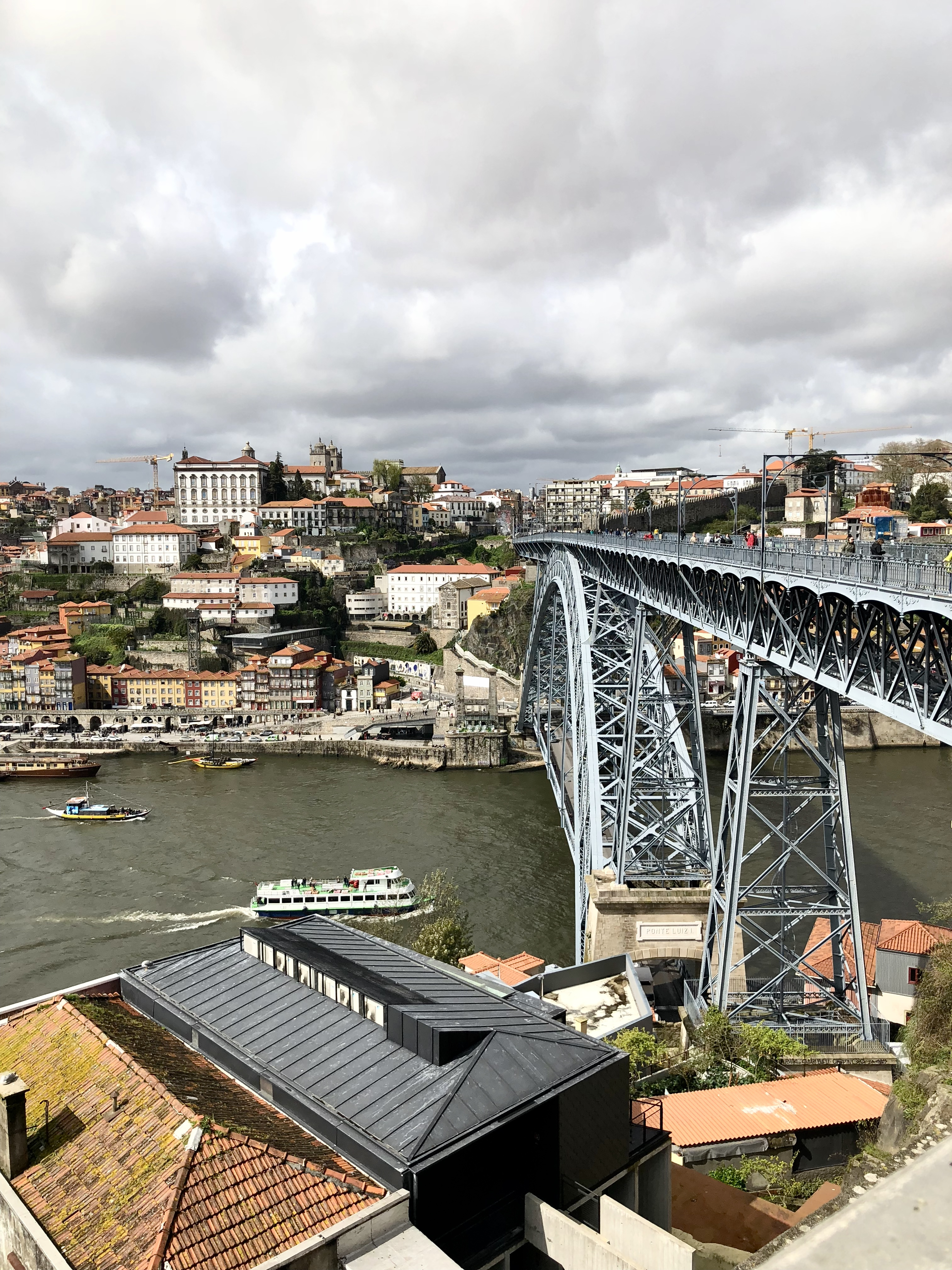
Vue depuis Vila Nova de Gaia.
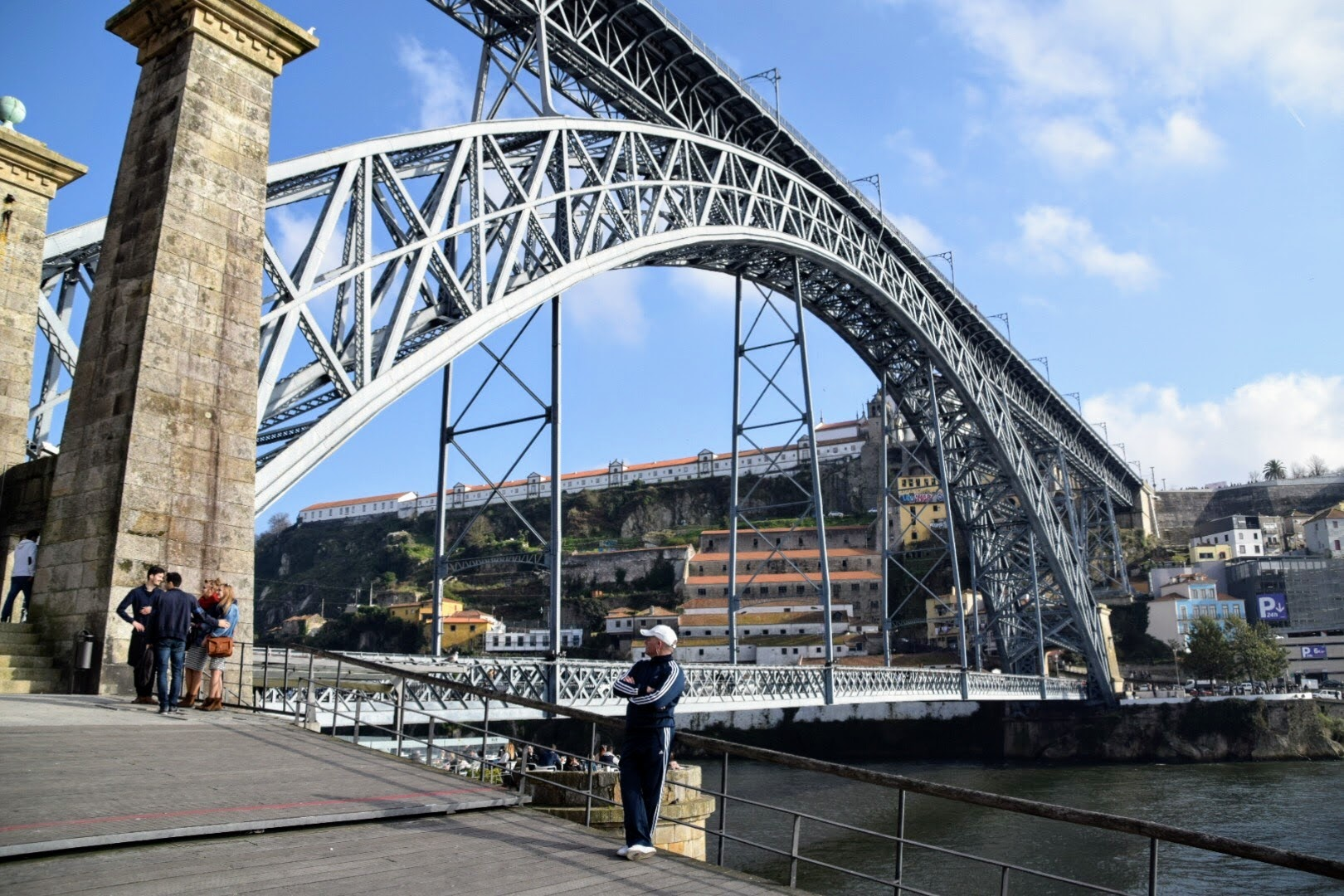
Vue du bas.
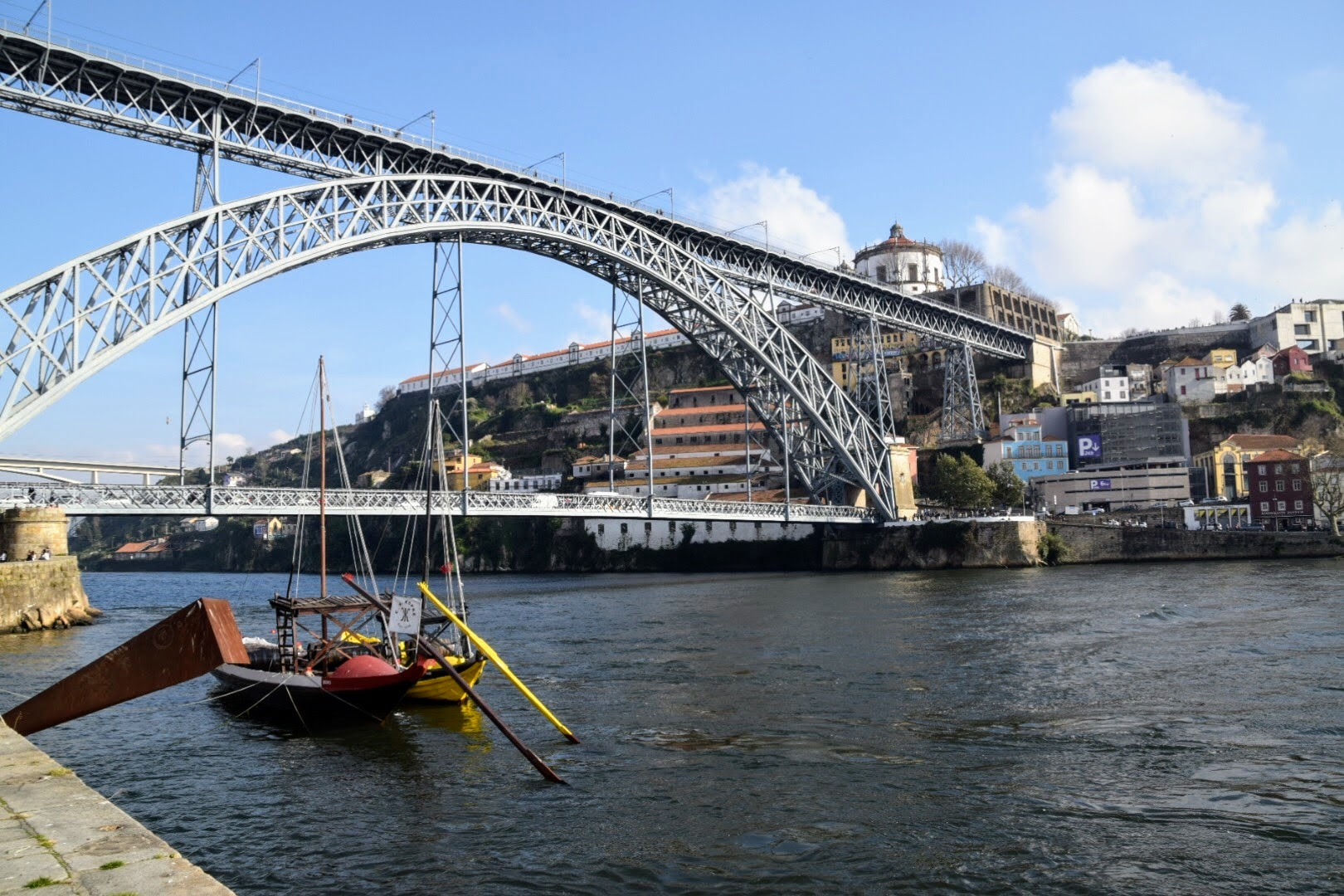
Vu depuis le quai.